# استیو کالاگان
استیون کالاگان (به انگلیسی: Steve Callaghan) فیلم‌نامه‌نویس، تهیه‌کننده و صداپیشه آمریکایی است که بیشتر به خاطر کار در سریال مرد خانواده معروف شده‌است.